# Лесопитомник (Ленинградская область)
Лесопито́мник — деревня в Аннинском городском поселении Ломоносовского района Ленинградской области.

## История
- Лесопитомник на карте 1939 года

По данным 1966 года деревня Лесопитомник находилась в составе Шунгоровского сельсовета.
По данным 1973 и 1990 годов деревня Лесопитомник входила в состав Аннинского сельсовета Ломоносовского района.
В 1997 году в деревне проживали 212 человек, в 2002 году — 173 человека (русские — 90 %), в 2007 году — 203.

## География
Деревня расположена в северо-восточной части района к северу от автодороги 41К-139 (Аннино — Разбегаево) («Аннинское шоссе») и к западу от автодороги 41К-140 (Стрельна — Яльгелево) («Красносельское шоссе»).
Расстояние до посёлка Аннино — 3 км.
Расстояние до ближайшей железнодорожной станции Горелово — 8 км.

## Демография
| 2002 | 2007 | 2010 | 2017 |
| ---- | ---- | ---- | ---- |
| 173  | ↗203 | ↘180 | ↘166 |

## Транспорт
До деревни можно доехать из Санкт-Петербурга на автобусе № 462 «Платформа Сергиево — Стрельнинский лесопитомник». Автобус отправляется 5 раз в день:
- От платформы Сергиево — в 6:33, 7:22, 14:08, 16:33 (только по выходным), 17:08 (только по будням), 18:48 (только по будням), 18:50 (только по выходным);
- От остановки «Стрельнинский лесопитомник» — в 7:00, 8:00, 14:30, 17:22 (только по выходным), 17:30 (только по будням), 19:10 (только по будням), 19:12 (только по выходным).

Маршрут является социальным автобусным маршрутом города Санкт-Петербурга. Оплата наличными не принимается, возможна активация отложенного пополнения карты «Подорожник».